# Ion Ceban

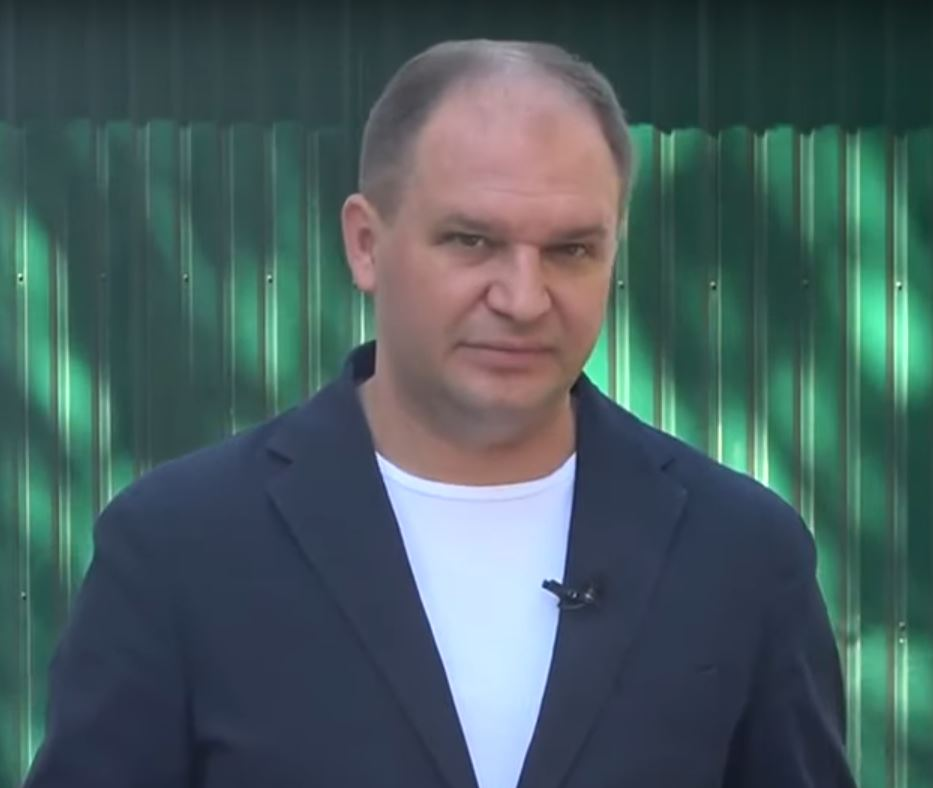
Ion Ceban (2019)

Ion Ceban (* 30. Juni 1980 in Chișinău) ist ein moldauischer Politiker und amtierender Bürgermeister von Chișinău. Er ist außerdem Vorsitzender der pro-europäischen Partei Mișcarea Alternativa Națională (MAN).

## Leben und Ausbildung
Cebans Mutter war Stadträtin der Partei der Sozialisten der Republik Moldau (PSRM). Ceban studierte Mathematik und Informatik an der Staatlichen Universität Moldau und erwarb anschließend einen Masterabschluss an der Technischen Universität Moldawiens. In den Jahren 2016 und 2018 absolvierte er Praktika am Französischen Nationalinstitut für den Öffentlichen Dienst. 2019 erhielt er einen Doktortitel in Öffentlicher Verwaltung von der Russischen Akademie für Volkswirtschaft und Öffentlichen Dienst beim Präsidenten der Russischen Föderation.

## Karriere
Zwischen 2000 und 2002 arbeitete Ceban im Bereich der Sozialpolitik bei der Stadtverwaltung von Chișinău. Von 2002 bis 2004 war er Direktor der Projektabteilung des Regierungsinformationsnetzes. Von 2004 bis 2005 war er als Berater im Bereich Innenpolitik im Präsidialamt der Republik Moldau tätig. Anschließend leitete er die Jugendprogramme im Bildungsministerium und wurde stellvertretender Bildungs- und Jugendminister. In den Jahren 2009 bis 2011 war er Berater und Kabinettschef des stellvertretenden Parlamentspräsidenten.
Ion Ceban wurde 2010 als Abgeordneter der Kommunistischen Partei Moldawiens (PCRM) ins Parlament gewählt, trat jedoch 2012 der PSRM bei. Er war von 2015 bis 2019 Vorsitzender der PSRM-Fraktion im Stadtrat von Chișinău. 2018 kandidierte er erstmals für das Amt des Bürgermeisters von Chișinău, verlor jedoch gegen Andrei Năstase. 2019 kandidierte er erneut und gewann die Wahl zum Bürgermeister. Ceban wurde 2019 zum Bürgermeister von Chișinău gewählt. Seine Wiederwahl erfolgte im Jahr 2023, als er im ersten Wahlgang 50,62 % der Stimmen erhielt. Während seiner Amtszeit setzte er sich für pro-europäische Maßnahmen ein und gründete 2021 die Partei Mișcarea Alternativa Națională (MAN).

## Persönliches Leben
Ion Ceban ist mit Tatiana Țaulean verheiratet und hat drei Kinder. Er spricht Rumänisch, Russisch, Englisch und Französisch.